# 民意匯集處
民意匯集處（英語：Survey Office）是香港政府在1987年成立的一個組織，負責蒐集和整理香港市民就應否於1988年香港立法局議員選舉引入直選的意見，委託一個商業機構進行兩項大規模的民意調查，由副行政司許雄出任專員，結果共收到131,500份意見書，其中有94,270人反對引入直選，佔受訪對象的大多數，與當時民間的調查結果完全相反，後者差不多全部顯示市民普遍支持八八直選，民意匯集處的報告結果令部份公眾嘩然。

## 目的
設立民意滙集處之目的，是蒐集和記錄市民對1987年檢討之意見；在諮詢期結束後，民意滙集處就市民對綠皮書提出之意見編訂報告，提交香港總督會同行政局，並提交立法局省覽，以及公開發表。其後，香港政府編訂和發表《白皮書：代議政制今後的發展》，列出香港政府在進一步發展代議政制之建議。
香港政府自此以後便再沒有成立民意匯集處以執行諮詢工作。

## 外部連結
- 民意滙集處報告書（中文全文） （页面存档备份，存于）